# 유안 (조강후)
유안(劉晏, ? ~ ?)은 전한 중기의 제후로, 광천혜왕의 아들이다.

## 행적
원삭 3년(기원전 126년), 조강후(棗彊侯)에 봉해졌다.
사망 후, 후사가 없어 봉국이 폐지되었다.

## 출전
- 사마천, 《사기》 권21 건원이래왕자후자연표
- 반고, 《한서》 권15상 왕자후표 上

| 선대 (첫 봉건) | 전한의 조강후 기원전 126년 10월 계유일 ~ ? | 후대 (봉국 폐지) |